# Catops ventricosus
Catops ventricosus – gatunek chrząszcza z rodziny grzybinkowatych i podrodziny zyzkowatych.

## Taksonomia
Gatunek ten opisany został po raz pierwszy w 1877 roku przez Juliusa Weisego pod nazwą Ptomaphagus ventricosus. Zalicza się do niego dwa podgatunki:
- Catops ventricosus rotundatus Szymczakowski, 1963
- Catops ventricosus ventricosus (Weise, 1877)

## Morfologia
Chrząszcz o ciele długości od 3,3 do 4,3 mm, krępym, wysklepionym, w zarysie wydłużonym i smukłym, bardzo ciemno, zwykle czarno ubarwionym, z wierzchu z krótkim, złotawym owłosieniem. Czułki różnią się od tych bardzo podobnego C. tristis większą grubością, ciemniejszą, w przypadku buławek całkowicie wybarwionych okazów smoliście czarną barwą, piątym członem tak szerokim jak długim, a szóstym znacznie szerszym niż dłuższym. U obu gatunków natomiast ostatni człon czułków jest znacznie krótszy niż długość dwóch poprzednich razem wziętych. Siódmy człon jest co najmniej półtora raza szerszy i dłuższy od poprzedniego, wyraźnie zaznaczając początek buławki. Kształt przedplecza cechuje się mniejszą szerokością oraz bokami w tyle słabiej zaokrąglonymi i mocniej ku tyłowi zwężonymi niż u C. chrysomeloides. Największą szerokość przedplecze osiąga w pobliżu środka długości. Powierzchnia przedplecza ma punktowanie w postaci bardzo drobnych, wystających, ukośnie ku tyłowi zwróconych ziarenek, formujących fragmentaryczne, nieregularne szeregi poprzeczne. Ziarenka są upakowane mniej gęsto niż u C. dichorus i nie łączą się ze sobą, wskutek czego połysk przedplecza jest zachowany, jednak przestrzenie między ziarenkami są bardzo delikatnie pomarszczone, wskutek czego połysk jest mniejszy niż C. nitidicollis i C. grandicollis. Punktowanie pokryw przypomina to na przedpleczu, a między punktami obecne są bardzo drobne poprzeczne fałdki, nadające pokrywom połysk łupkowy. Przednia para odnóży u samców ma wewnętrzną stronę uzbrojoną w guzek. Tylna para odnóży ma stopy niemal dwukrotnie krótsze niż szerokość ciała. Genitalia samca charakteryzują się szczytową częścią prącia rozszerzoną łyżeczkowato i zaopatrzoną po stronie grzbietowej w wyniesione listwy brzegowe.

## Ekologia i występowanie
Owad górski, zasiedlający piętra od reglowego po alpejskie. Spotykany na padlinie. Przylatuje także do pułapek z serem.
Gatunek palearktyczny. Podgatunek nominatywny jest endemitem Kaukazu, aczkolwiek wątpliwe doniesienia o jego występowaniu pochodzą też z europejskiej części Turcji. Podgatunek C. v. rotundatus znany jest Hiszpanii, Włoch, Polski, Słowacji i Rumunii. Stwierdzenia polskie pochodzą z Tatr, hiszpańskie z Gór Kantabryjskich, a włoskie z Alpy i Apeninów.